# Jezioro Czarne (powiat pyrzycki)
Jezioro Czarne (także: Czarnowo Duże) – jezioro w gminie Kozielice (powiat pyrzycki, województwo zachodniopomorskie), przy północnym skraju wsi Czarnowo.

## Charakterystyka
Jezioro ma powierzchnię 30,61 hektara. Jest położone w płaskim terenie, ma czyste wody, a brzegi są gęsto porośnięte trzciną. 

## Wędkarstwo
Akwen jest obficie zarybiany przez PZW i ma bogaty rybostan. Obfituje w bolenie, sumy, wzdręgi, ukleje, szczupaki, liny, karpie, płocie, leszcze, okonie i sandacze. Przy brzegach znajdują się kładki wędkarskie.

## Turystyka
Jezioro okala polna droga umożliwiająca przejście nawet przy wysokim stanie wód. Od strony Czarnowa istnieje plaża wykorzystywana przez letników.